# Sex and the City
Sex and the City er en amerikansk tv-serie om fire moderne og karismatiske kvinder, tre af dem er i trediverne og den sidste i fyrrerne, der lever i New York i slutningen af 1990'erne/start 00'erne. 
Serien blev vist for første gang på amerikansk tv (HBO) i 1998 og sluttede i 2004. I alt er der lavet 94 afsnit fordelt på 6 sæsoner. 
Serien tog relevante sociale problemer op, såsom seksuelt overførte sygdomme, sikker sex osv. Specielt blev professionelle storbykvinders liv i perioden vist, således hvordan deres skiftende rolle og forventninger påvirkede kvinderne. 
Serien blev primært filmet i New York City's Silvercup Studios og på locations rundt omkring på Manhattan. I Danmark sendes serien på TV 3. I 2007 blev serien listet på Time magazine's "100 Best TV Shows of All-TIME."

## Oprindelse
Serien bygger tildels på forfatteren Candace Bushnell's bog af samme navn, samlet af hendes egne klummer i New York Observer. Bushnell har fastslået i flere interviews at Carrie Bradshaw (hovedpersonen i bogen/serien) er hendes alter ego. Da hun skrev klummerne, brugte hun sine egne initialer, af private hensyn lavede hun karakteren Carrie Bradshaw. 
Darren Star seriens skaber, betalte $50,000 til Bushnell for alle rettighederne til hendes klummer. Ifølge "Sex and the City: Kiss and Tell", af Amy Sohn, ville Star lave en serie som viste sand voksen komedie og sex på en up-front måde. 

## Handling
Fortællingen af historien fokuserer på Carrie Bradshaw og hendes tre bedste veninder: Miranda Hobbes, Charlotte York og Samantha Jones. De fire kvinder diskuterer deres seksuelle lyster og fantasier, og deres "rejser" i livet og kærligheden. Serien viser ofte åbenhjertige diskussioner om romantik og seksualitet, med små montager af interviews af mennesker der bor i New York. Disse fortsatte indtil sæson to, men blev efterhånden udfaset. 
En anden feature som også blev skrottet var Carries brug af den fjerde væg (fx at kigge ind i kameraet og tale direkte til publikum). Bradshaw ville stille spørgsmål til scenarier og ideer, bede publikum om en mening og holdning til forskellige situationer. I det første afsnit taler karaktererne Miranda og Charlotte også direkte til kameraet/publikum. Det sidste eksempel på denne brug findes i tredje afsnit i anden sæson "The Freak Show".
Metoden med at udtrykke indre monologer blev ændret til at være udelukkende voiceovers af Carrie. Hendes hovedfortælling centreres som regel omkring den pågældende uges klumme, hvor hun ofte summerer op, hvad hun tænker: "jeg kunne ikke undgå at undre mig over..." idet hun siger dette, ser man hende skrive det på computeren. 
I serien følger man hovedpersonerne Carrie Bradshaw, Charlotte York, Miranda Hobbes og Samantha Jones i deres spændende hverdag på Manhattan og i deres jagt på den eneste ene i byen der aldrig sover, New York. Mest når de er sammen, men også når de er hver for sig. Igennem de fire kvinders hverdagsdramaer og forliste forhold. Hovedpersonerne har hver deres særegne personlighed. Derudover møder man i serien flere bi-personer, blandt andre Mr. Big, Smith Jerrod, Stanford Blatch, Harry Goldenblatt, Steve Brady, Aleksandr Petrovskij og Aidan Shaw. 
Carrie Bradshaw er forfatteren, den tænksomme af kvinderne, med sin helt egen, karakteristiske lettere luksusflippede stil. Hun er en anerkendt klummeskribent i "The New York Star" og betegner sig selv som værende en "sexual anthropologist".
Samantha Jones, som er den sexglade business-kvinde, som ejer sit eget pr-firma. Hun er ikke videre interesseret i faste forhold, dog får Smith Jerrod mod slutningen af serien blødt hende op.
Charlotte York arbejder på et galleri, hun er den søde og korrekte park-avenue prinsesse som så inderligt ønsker sig at stifte familie. Hun ender dog selv med at stifte familie. 
Miranda Hobbs, den hårdtarbejdende advokat. I serien får hun i øvrigt, som den eneste af kvinderne, en søn ved navn Brady. 
På trods af kvindernes forskelligheder er de veninder med et tæt sammenhold, og de støtter altid hinanden i hårde tider. De ser alle sammen godt ud og elsker dyre designervarer. Især Carrie – som har den helt karakteristiske fetich- et svimlende overforbrug af ekstravagant og lækkert fodtøj. Blandt hendes favoritmærker tælles Manolo Blahnik, Jimmy Choo og Christian Louboutin. 
Senest er der blevet produceret en film med de fire veninder. Sex and the City – The Movie. Filmen som havde verdenspremiere i London d. 12. maj 2008, der blev en kæmpesucces og blev efterfulgt af Sex and the City 2 fra 2010.

## Medvirkende
- Sarah Jessica Parker som Carrie Bradshaw
- Kim Cattrall som Samantha Jones
- Kristin Davis som Charlotte York
- Cynthia Nixon som Miranda Hobbes